# 新生児低血糖
新生児低血糖（しんせいじていけっとう、英語: neonatal hypoglycemia）は、新生児の血糖値が細胞エネルギーや代謝などの要因で新生児の体内の必要量を下回る場合に起こる。
診断の閾値に関しては国際的に一貫した基準はない。米国では、出生後24時間以内は30 mg/dL未満、出生後24時間以降は45 mg/dLとして定義されている。英国では、「18 mg/dL未満」「45 mg/dL未満で症状を伴うとき」「36 mg/dL未満が連続してみられハイリスクのとき」のいずれかを満たした場合に新生児低血糖と定義される。出生時在胎週数、出生体重、代謝必要量、児の健康状態が新生児の血糖値に大きく影響する。母体側と新生児側の危険因子があることが知られている。治療可能な病態であり、治療法は原因によって異なる。発見されないと致命的になる場合もある。新生児に最も多くみられる代謝異常である。
新生児低血糖は千出生当たり1〜3人の割合で発生するが、診断閾値に関するコンセンサスが得られていないため、国際的な定量化は困難である。早産児、低出生体重児、糖尿病母体児のほか、新生児仮死、新生児敗血症の児などによくみられる。持続性ないし反復性の重度の低血糖は、中枢神経系を傷害しうる。

## 症状
新生児低血糖の症状は非特異的であり、下記のような病態と混同されやすい。
- 低カルシウム血症[1]
- 敗血症[1]
- 中枢神経障害[1]
- 呼吸循環の問題Cardiorespiratory problems[1]

新生児低血糖は症状を伴わない場合もあれば、命を脅かす場合もある。
下記のような症状がみられる場合がある（再発する場合もある）。
- Jitteriness[2]
- 低体温[4]
- 易刺激性[4]
- 皮膚蒼白[4]
- 振戦[1]
- ぴくつき[1]
- 弱いまたは甲高い啼泣
- 嗜眠[2]
- 緊張低下[1]
- 全般発作[2][5]
- 昏睡[2]
- チアノーゼ[2]
- 無呼吸発作[2]
- 早く不規則な呼吸[1]
- 発汗[2]
- 眼球上転[1]
- 拒食[1]
- 空腹[2]

## 原因

### 母体のリスク因子
出生後早期の新生児低血糖に関する母体側のリスク因子は以下の通り。
- 1型糖尿病
- 妊娠糖尿病（一過性）[1]
- 分娩中のブドウ糖投与（一過性）[1]
- 妊娠高血圧症候群[1]
- 子癇前症[1]
- テルブタリン投与（一過性）[1]
- 子宮内発育遅延（一過性）[1]
- 周産期のストレス（一過性）[1]

### 新生児のリスク因子
出生後早期の低血糖を起こすリスクが高い児は、以下の通り。
- 低体温症（一過性）[1]
- 多血症（一過性）[1]
- 高インスリン血症（再発性）[1]
- IEMs（再発性）[1]
- Beckwith-Wiedmann 症候群（再発性）[1]
- 膵島細胞症（再発性）[1]
- Rh 不適合（再発性）[1]
- 内分泌疾患（再発性）[1]
- 胎児水腫[1]
- 早産児（一過性）[1]
- 先天性欠損症[1]
- Small for gestational age (Transient)[1]
- Large for gestational age (Transient)[1]

### 先天性高インスリン血症
先天性高インスリン血症は糖尿病母体児に頻繁にみられ、膵島β細胞の異常と関連する。重症例では、ジアゾキシドという薬剤がインスリン過剰分泌を抑えるために用いられる。

### グリコーゲン貯留の不足
早産児や子宮内発育遅延の児では、グリコーゲンの貯留量が限られている。

### グルコース使用量の増加
高体温、多血症、敗血症、成長ホルモン欠乏症などでグルコース使用量が増加する。

### 糖新生の低下
先天性代謝異常および副腎不全で、糖新生が低下する。

### グリコーゲン貯蔵の枯渇
飢餓および周産期ジストレス、新生児仮死でグリコーゲン貯蔵量が減少する。

## 機序
低血糖症には、一過性、再発性など多くの種類があり、種類によって危険因子や原因が異なる。
妊娠後期には、グルコースは肝臓、心臓、骨格筋に貯蔵される。全ての新生児は、生理的かつ一過性の血糖低下を経験し、生後2〜3時間で底を打って、24時間かけて上昇する。高インスリン血症がある児は、低血糖を発症するリスクが高まる。

## 診断
米国では、入院時に全ての新生児に低血糖のスクリーニングを実施している。ヒールカット採血によってベッドサイドで血糖値をモニタリングすることができる。

### 病歴
母体糖尿病、妊娠高血圧症、多血症、血液型不適合による溶血、新生児仮死、重症感染症、呼吸急迫症候群、早産児などは低血糖のリスクがある。

## 管理
海外では40%デキストロースゲルを口腔内に塗布する場合がある。新生児低血糖の治療として、ブドウ糖の静注の他、重症でなければ早期授乳が効果的である。 低血糖の危険性がある新生児は、出生後に血糖を測定する。 母乳を与えるのが困難であればブドウ糖を経口投与する場合もあるが、母乳の方が望ましい。新生児の体温調整は、さらなる低血糖を防ぐのに役立つ。

### 看護
低血糖を起こした新生児に対する看護においては、原因検索のための身体的評価が重要である。また、関連ストレスなどの増悪させうる環境要因を防ぐことも重要である。哺乳不耐、呼吸困難などの併存疾患も評価する必要がある。低血糖の予防および治療のため、母親の母乳育児を援助することも重要である。
ブドウ糖輸液を開始した場合、以下のことを監視する必要がある。
- 輸液過剰[1]
- 高血糖[1]
- 尿糖[1]
- 細胞内脱水[1]

## 予後
生後数日以内に治療を要する低血糖を呈した児は、神経発達学的診断を受ける確率が高くなる。低血糖による影響の大きさは、低血糖が持続した時間と、血糖値の低さに依存する。血糖は脳に不可欠な栄養であるため、未治療の新生児低血糖は、大脳皮質に不可逆なダメージを与える。
長期の合併症には、以下のようなものがある。
- 神経学的障害[2]
- 発達の遅滞[2]
- 人格障害[2]
- 再発性の発作[2]
- 心血管機能の障害[2]

## 研究
持続血糖モニタリングの新生児に対する使用は承認されておらず、利益とリスクは明らかにされていない。